# 趙龍 (崇禎進士)
趙龍（？年—？年），號浴菴，广东广州府番禺县人。明末政治人物。

## 生平
天啓七年（1627年）丁卯科广东乡试舉人，崇祯四年（1631年）辛未科进士，大理寺观政后，授兴化县知县，因水灾请求延缓征賦，被御史弹劾，六年降职为福建按察司知事，十年考察再次降级，十一年补任广平府经历。